# Оксид-трихлорид ванадия
Оксид-трихлорид ванадия (оксотрихлорид ванадия) — неорганическое соединение, оксосоль металла ванадия и соляной кислоты с формулой VOCl3, оранжево-жёлтая прозрачная жидкость, с резким запахом, дымящая на воздухе и гидролизующаяся водой.

## Получение
- Взаимодействие оксида ванадия(V) с тионилхлоридом при кипячении смеси:

{\displaystyle {\mathsf {V_{2}O_{5}+3SOCl_{2}\ \xrightarrow {\ } 2VOCl_{3}+3SO_{2}}}}
- Хлорирование смеси оксида ванадия(V) и угля:

{\displaystyle {\mathsf {V_{2}O_{5}+3Cl_{2}+3C\ {\xrightarrow {\ }}2VOCl_{3}+3CO}}}
- Вместо хлорирования в присутствии углерода можно пропускать над оксидом ванадия(V) тетрахлорид углерода:

{\displaystyle {\mathsf {V_{2}O_{5}+3CCl_{4}\ {\xrightarrow {\ }}2VOCl_{3}+3COCl_{2}}}}
- Хлорирование оксида ванадия(III) :

{\displaystyle {\mathsf {2V_{2}O_{3}+6Cl_{2}\ {\xrightarrow {\ }}4VOCl_{3}+O_{2}}}}
- Окисление кислородом при нагревании хлорида ванадия(III):

{\displaystyle {\mathsf {2VCl_{3}+O_{2}\ {\xrightarrow {\ }}2VOCl_{3}}}}
- Также VOCl3 образуется при разложении хлорида диоксованадия(V), но этот способ имеет лишь теоретический интерес:

{\displaystyle {\mathsf {3VO_{2}Cl\ {\xrightarrow {150^{o}C}}\ VOCl_{3}+V_{2}O_{5}}}}

## Физические свойства
Оксид-трихлорид ванадия — оранжево-жёлтая прозрачная жидкость, дымит во влажном воздухе вследствие гидролиза с образованием хлороводорода. Растворение в воде сопровождается химическим взаимодействием. Растворяется в этаноле, диэтиловом эфире , уксусной кислоте, тетрахлориде углерода.

## Химические свойства
- Реагирует с водой:

{\displaystyle {\mathsf {2VOCl_{3}+(3+x)H_{2}O\ {\xrightarrow {}}\ V_{2}O_{5}\cdot xH_{2}O\downarrow +6HCl}}}
В зависимости от концентрации раствора образуются гели различного состава, которые постепенно окисляют хлорид-ионы, переходя при этом в производные ванадила.
- В концентрированной азотной кислоте реакция с водой идёт иначе:

{\displaystyle {\mathsf {VOCl_{3}+H_{2}O\ {\xrightarrow {}}\ VO_{2}Cl+2HCl}}}
- Реагирует с растворами щелочей, при недостатке щелочи выпадает гель оксида ванадия(V):

{\displaystyle {\mathsf {2VOCl_{3}+6NaOH\ {\xrightarrow {}}\ V_{2}O_{5}\downarrow +6NaCl+3H_{2}O}}}
- При избытке щелочи образуются различные ванадаты(V) в зависимости от концентрации щёлочи:

{\displaystyle {\mathsf {VOCl_{3}+4NaOH\ {\xrightarrow {}}\ NaVO_{3}+3NaCl+2H_{2}O}}}
- С концентрированным раствором аммиака образуется метаванадат аммония:

{\displaystyle {\mathsf {2VOCl_{3}+8(NH_{3}\cdot H_{2}O)\ {\xrightarrow {}}\ 2NH_{4}VO_{3}\downarrow +6NH_{4}Cl+4H_{2}O}}}
- Восстанавливается водородом:

{\displaystyle {\mathsf {VOCl_{3}+H_{2}\ {\xrightarrow {500^{o}C}}\ VOCl+2HCl}}}
- Восстанавливается цинком:

{\displaystyle {\mathsf {2VOCl_{3}+Zn\ {\xrightarrow {400^{o}C}}\ 2VOCl_{2}+ZnCl_{2}}}}
- При взаимодействии с оксидом хлора(I) или озоном образуется хлорид диоксованадия(V):

{\displaystyle {\mathsf {VOCl_{3}+Cl_{2}O\ {\xrightarrow {\ }}VO_{2}Cl+2Cl_{2}}}}
{\displaystyle {\mathsf {VOCl_{3}+O_{3}\ {\xrightarrow {\ }}VO_{2}Cl+Cl_{2}+O_{2}}}}
- Взаимодействием оксохлорида ванадия(V) со спиртами были получены алкоксиды состава VO(OR)3, представляющие собой летучие жидкости или легко возгоняющиеся кристаллы, состоящие из димерных молекул. Избытком воды они гидролизуются с образованием красного геля состава V2O5∙18H2O:

{\displaystyle {\mathsf {VOCl_{3}+3ROH\ {\xrightarrow {\ }}VO(OR)_{3}+3HCl}}}
{\displaystyle {\mathsf {2VO(OR)_{3}+21H_{2}O\ {\xrightarrow {\ }}V_{2}O_{5}\cdot 18H_{2}O\downarrow +6ROH}}}

## Применение
- Катализатор в органическом синтезе.